# باشگاه فوتبال وایکینگ
باشگاه فوتبال وایکینگ (انگلیسی: Viking FK) یک باشگاه فوتبال در کشور نروژ است.
این باشگاه که در شهر استاوانگر قرار دارد در تاریخ ۱۰ اوت ۱۸۹۹ تأسیس شده است و سابقه ۸ قهرمانی در لیگ برتر فوتبال نروژ و ۵ قهرمانی در جام حذفی فوتبال نروژ دارد.